# 斯圖代納維塔瓦河
48°51′32″N 13°53′35″E / 48.8590°N 13.8931°E
斯圖代納維塔瓦河是歐洲的河流，流經德國巴伐利亞州和捷克南波希米亞州，河道全長24公里，流域面積122平方公里，發源自海德米勒以西。